# Mai 1819
Cette page présente les faits marquants du mois de mai 1819.

## Événements
- 3 mai : le major Lukasinski fonde une loge maçonnique dans l’armée polonaise[1]. Il se déclare partisan de la Constitution polonaise de 1791.

- 4 mai : le biographe Robert Gittings, se fondant sur les notes météorologiques prises par John Keats pendant son travail d'écriture, une matinée de giboulées en une semaine ensoleillée, date l'Ode sur l'indolence du mardi 4 mai 1819[2].

- 8 mai : le colonel Julien Schmaltz, gouverneur du Sénégal, signe le traité de Ndiaw avec le roi du Waalo, le Brack Amar Fatim Borso Mbodj, et les principaux chefs du pays[3], qui aboutit à la création de la ville de Richard-Toll et une série de postes commerciaux le long du fleuve Sénégal (Bakel, 1820 ; Dagana, 1821 ; Merinaghen, 1822 ; Lampsar, 1843 ; Sénoudébou, 1845), non sans affrontements avec les chefferies et les États locaux. Le colonel Schmaltz met en place un vaste projet de colonisation agricole, dans la région du Waalo (coton, indigo…). Il sera abandonné après son échec en 1831 (manque de colons et de main d’œuvre, insécurité dans la région).

- 26 mai :
  - Affranchissement des serfs de Livonie[4].
  - Début de la campagne libératrice de la Nouvelle-Grenade[5].

## Naissances
- 4 mai : Florian Miładowski, compositeur polonais († 8 juillet 1889).
- 5 mai : Stanislaw Moniuszko, compositeur et directeur de théâtre polonais († 4 juin 1872).
- 7 mai : Otto Wilhelm von Struve (mort en 1905), astronome russe.
- 24 mai : Victoria, reine du Royaume-Uni.
- 31 mai : Walt Whitman, poète et humaniste américain.